# Vlag van Bredevoort

Vlag van Bredevoort

De vlag van Bredevoort is de dorpsvlag van de Gelderse dorp Bredevoort. De vlag kan als volgt worden beschreven:
Twee evenhoge banen, boven rood, onder geel met in het midden een vogelpoot van het een in het ander.
De herkomst en de betekenis van de vlag is niet bekend. De vlag wordt meestal gebruikt voor feestelijke gelegenheden.

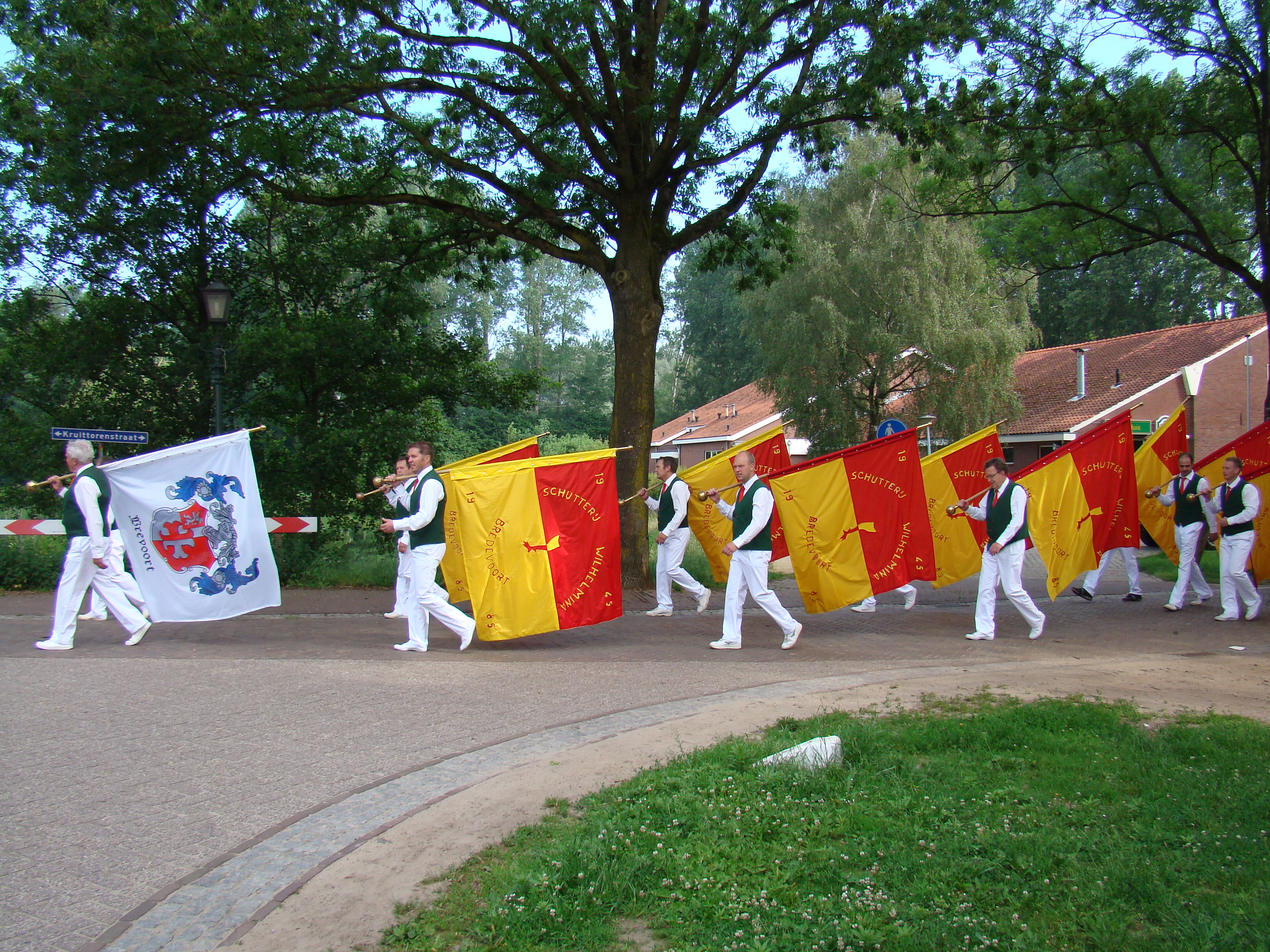
Schutterij Wilhelmina met de Bredevoortse vlaggen
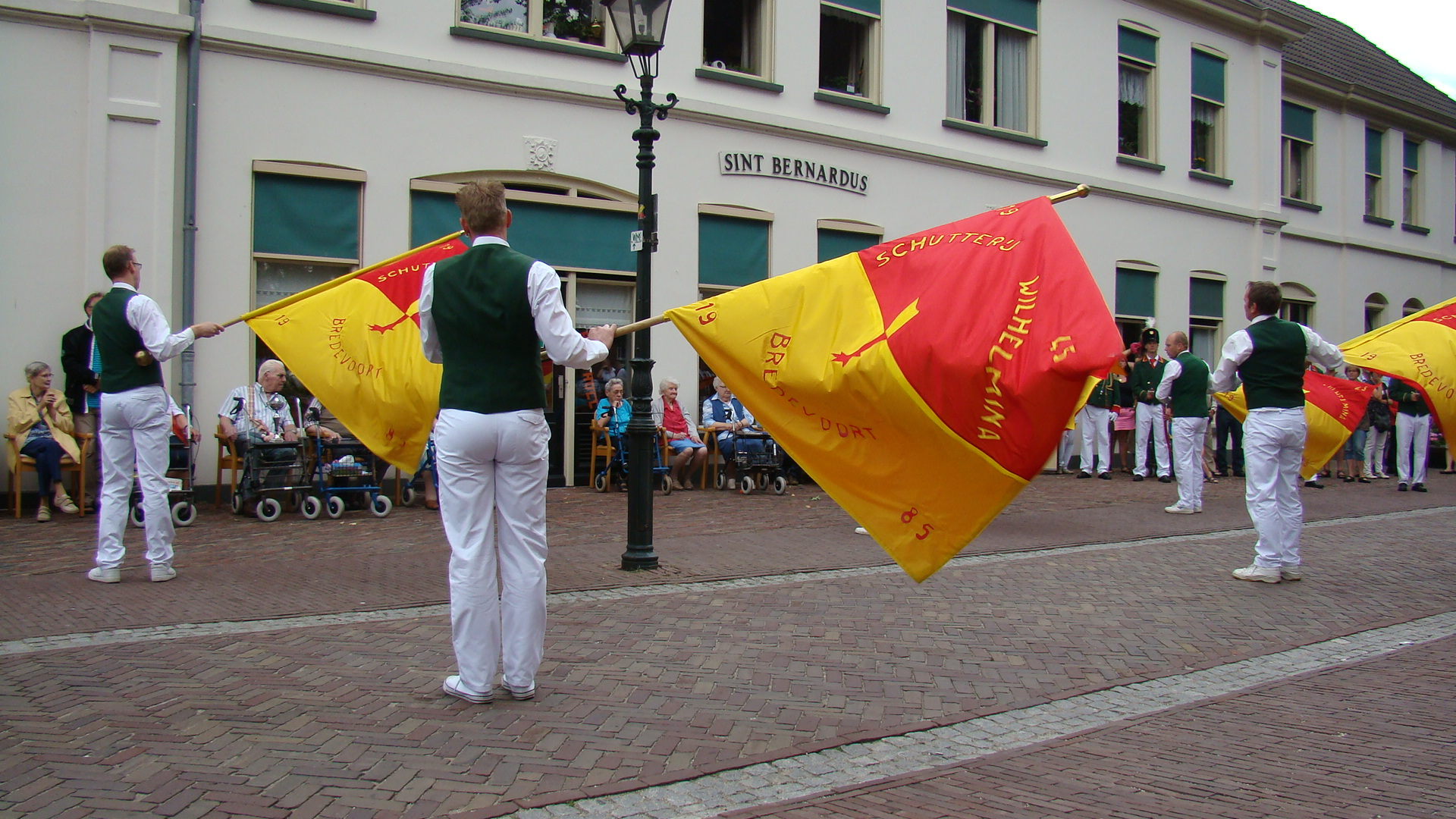
Vendelen voor het Sint Bernardus
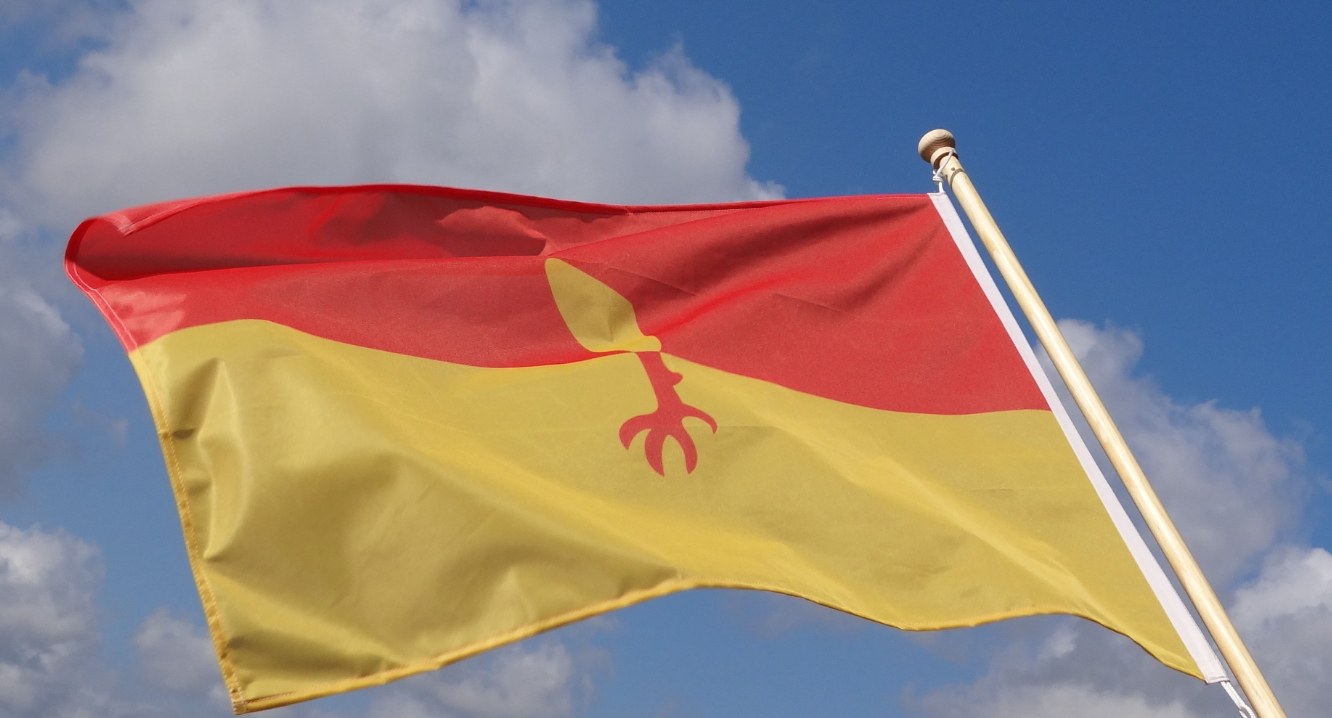
Bredevoortse vlag wappert in het wind